# Puebla de Sanabria (Gerichtsbezirk)
Der Gerichtsbezirk Puebla de Sanabria ist einer der fünf Gerichtsbezirke in der Provinz Zamora.
Der Bezirk umfasst 26 Gemeinden auf einer Fläche von 1.898,08 km² mit dem Hauptquartier in Puebla de Sanabria.

## Gemeinden
| Gemeinde                          | Einwohner (2024) | Fläche km² | Dichte Einw./km² | Cod INE | Postleitzahl |
| --------------------------------- | ---------------- | ---------- | ---------------- | ------- | ------------ |
| Asturianos                        | 260              | 42,60      | 6                | 49017   | 49325        |
| Cernadilla                        | 110              | 36,12      | 3                | 49048   | 49325        |
| Cobreros                          | 545              | 77,70      | 7                | 49050   | 49396        |
| Espadañedo                        | 104              | 77,35      | 1                | 49062   | 49342        |
| Galende                           | 1.024            | 90,26      | 11               | 49085   | 49360        |
| Hermisende                        | 216              | 108,75     | 2                | 49094   | 49572        |
| Justel                            | 78               | 50,90      | 2                | 49097   | 49340        |
| Lubián                            | 290              | 94,39      | 3                | 49100   | 49570        |
| Manzanal de Arriba                | 350              | 130,16     | 3                | 49110   | 49594        |
| Manzanal de los Infantes          | 135              | 64,54      | 2                | 49112   | 49317        |
| Molezuelas de la Carballeda       | 46               | 34,56      | 1                | 49120   | 49327        |
| Mombuey                           | 386              | 39,11      | 10               | 49121   | 49310        |
| Muelas de los Caballeros          | 188              | 71,58      | 3                | 49134   | 49341        |
| Palacios de Sanabria              | 230              | 37,01      | 6                | 49143   | 49322        |
| Pedralba de la Pradería           | 195              | 105,11     | 2                | 49145   | 49392        |
| Peque                             | 122              | 38,88      | 3                | 49150   | 49318        |
| Pías                              | 94               | 43,91      | 2                | 49154   | 49580        |
| Porto                             | 156              | 200,82     | 1                | 49162   | 49583        |
| Puebla de Sanabria                | 1.366            | 81,39      | 17               | 49166   | 49300        |
| Requejo                           | 111              | 46,10      | 2                | 49174   | 49394        |
| Rionegro del Puente               | 234              | 53,44      | 4                | 49177   | 49326        |
| Robleda-Cervantes                 | 400              | 32,47      | 12               | 49179   | 49321        |
| Rosinos de la Requejada           | 305              | 154,78     | 2                | 49181   | 49322        |
| San Justo                         | 215              | 75,12      | 3                | 49189   | 49358        |
| Trefacio                          | 165              | 25,48      | 6                | 49224   | 49359        |
| Villardeciervos                   | 392              | 85,55      | 5                | 49262   | 49562        |
| Gerichtsbezirk Puebla de Sanabria | 7.717            | 1.898,08   | 4                | –       | –            |